# Mânio Acílio Glabrião (cônsul em 191 a.C.)
Mânio Acílio Glabrião (em latim: Manius Acilius Glabrio) foi um político da gente Acília da República Romana eleito cônsul em 191 a.C. com Públio Cornélio Cipião Násica. Liderou as forças romanas na vitória sobre o Império Selêucida na Batalha de Termópilas.

## Primeiros anos

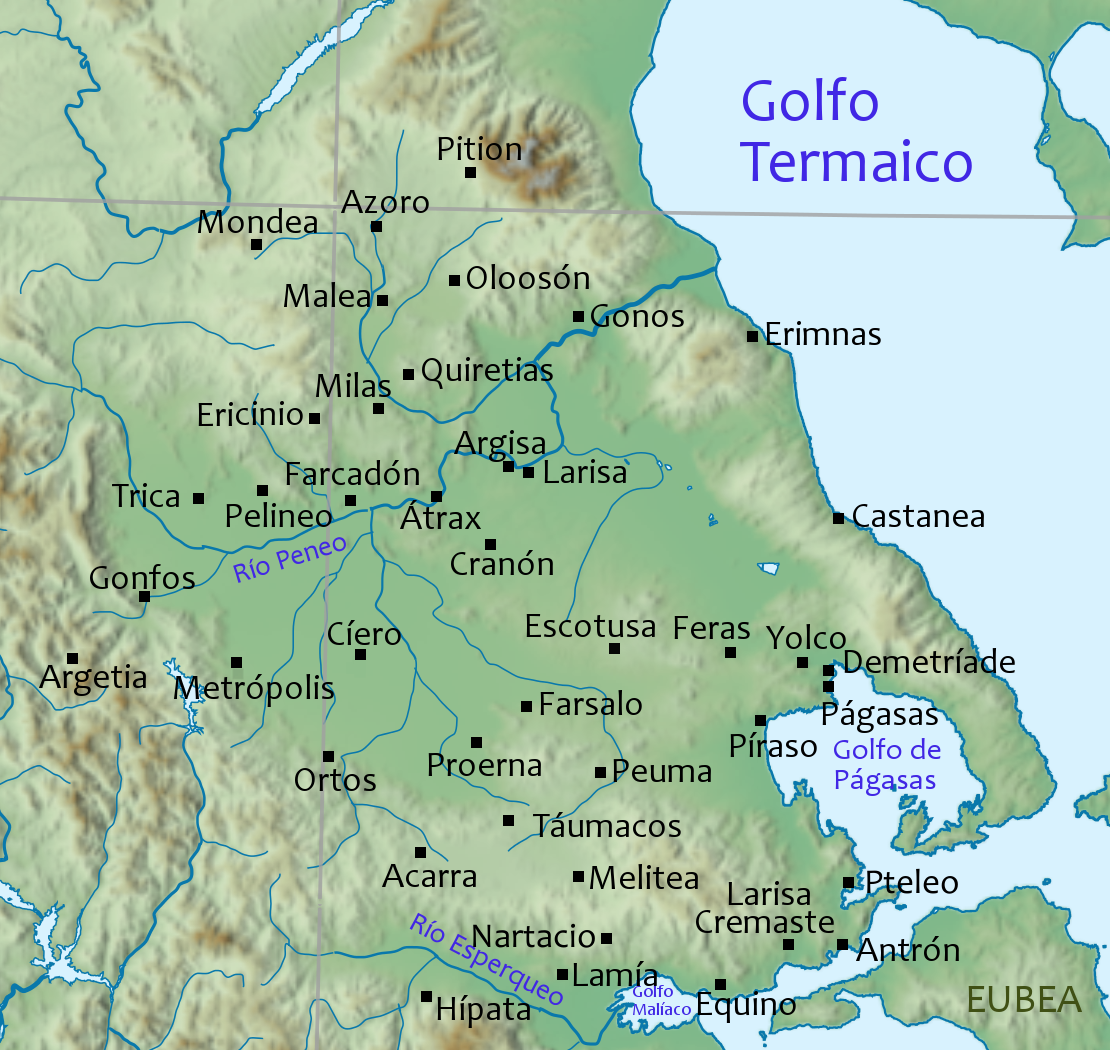
Mapa da Tessália, mostrando as principais cidades conquistadas por Glabrião em sua campanha na Guerra romano-síria.

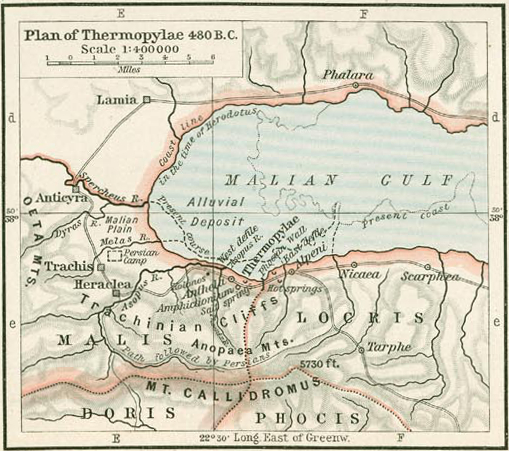
Mapa da região de Termópilas, na Grécia, mostrando as principais cidades da região, incluindo a base de Glabrião, Lamia. Em cinza claro, a margem atual do golfo, assoreado atualmente por causa de depósitos aluviais.

Glabrião foi tribuno da plebe em 201 a.C. e conseguiu aprovar a lex Acilia Minucia. Foi contra a reclamação de Cneu Cornélio Lêntulo, um dos cônsules daquele ano, sobre o comando da guerra na África, que havia sido entregue, por voto unânime das tribos, a Cipião Africano. No ano seguinte, foi nomeado decênviro sacrorum decemvir, responsável pelos ritos sagrados, no lugar de Marco Aurélio Cota.
Foi edil plebeu em 197 a.C. e, no ano seguinte, como pretor peregrino, presidiu os jogos plebeus no Circo Flamínio e, com a receita das multas que aplicou aos que ocupavam ilegalmente as terras públicas, consagrou estátuas de bronze à deusa romana Ceres e seus filhos. Destacou-se neste mesmo ano ao reprimir uma revolta entre os escravos nas cidades etruscas, tão grande que foi necessária a intervenção de uma das legiões da cidade para sufocá-la.
Em 193 a.C., perdeu a eleição para cônsul, mas foi eleito dois anos depois.

## Consulado (191 a.C.)
Foi eleito cônsul em 191 a.C. com Públio Cornélio Cipião Násica e recebeu do Senado a missão de conduzir a Guerra romano-síria contra Antíoco III, o Grande. O começou das hostilidades com o monarca mais poderoso da Ásia gerou uma demanda elevada de cerimônias religiosas. Por isto, antes de dirigir-se ao fronte de batalha, foi obrigado, a pedido do Senado, a supervisionar as cerimônias sagradas e as procissões. Além disso, prometeu, caso a campanha fosse vitoriosa, realizar jogos extraordinários em honra a Júpiter, além de todo o tipo de oferendas pelos vários santuários em Roma.
Glabrião, a quem o Senado havia entregue, além das habituais duas legiões do exército consular, as tropas já presentes na Grécia e na Macedônia, determinou o mês de maio e a cidade de Brundísio como local e data de sua partida. Dali, seguiu para Apolônia à frente de um exército com 10 000 soldados, 2 000 cavaleiros e 15 elefantes, além do mandato para, se fosse necessário, realizar um alistamento na Grécia para arregimentar uma força adicional de 5 000 homens.
Fez de Lárissa, na Tessália, o seu quartel general e, em conjunto com seu aliado (e antigo adversário dos romanos), Filipe, rei da Macedônia, rapidamente subjugou todo o território situado entre a cordilheira de Cambúnio e o monte Eta: Limneo, Pelineo, Farsala, Feras, Escotusa e Proerna, expulsando as guarnições de Antíoco III e seus aliados, os atamânios. Filipe de Megalópolis, um pretendente à coroa da Macedônia, foi enviado como prisioneiro a Roma e Aminandro, rei dos atamânios, foi expulso de seu reino.
Antíoco, preocupado com o rápido progresso de Glabrião, se entrincheirou firmemente em Termópilas, pois, apesar de ter seus aliados da Liga Etólia ocupando o passo do monte Eta, os romanos conseguiram romper suas defesas e dispersaram seu exército na famosa Batalha de Termópilas. Durante a subsequente Guerra Etólia, que se desenrolou na Grécia enquanto os romanos continuavam a guerra na Ásia contra Antíoco, Beócia e Eubeia se submeteram logo depois e finalmente conquistou Lâmia e Heracleia, aos pés do Eta. Nesta última, capturou o etólio Damócrito, que, no ano anterior, havia ameaçado levar a guerra até as margens do Tibre.
Os etólios enviaram emissários a Glabrião em Lâmia e propuseram uma rendição incondicional de sua nação à "fé de Roma". Como o termo era ambíguo, Glabrião interpretou-o da forma mais estrita e, quando os emissários etólios protestaram, ele os ameaçou com a prisão nas masmorras.
Seus oficiais lembraram a Glabrião o caráter sagrado dos embaixadores e aceitou conceder uma trégua de dez dias. Neste intervalo, porém, os etólios receberam notícias de que Antíoco se preparava para retomar os combates e, por isso, concentrara suas forças em Naupacto, no golfo de Corinto, para onde Glabrião marchou com suas forças. Quando Naupacto estava a ponto de se render a Glabrião, a intervenção do procônsul Tito Quíncio Flaminino, que permitiu que os etólios enviassem uma embaixada de súplica à Roma, o impediu.
Depois de ajudar numa reunião das cidades aqueias em Egio, Glabrião regressou para Fócida e bloqueou Anfisa. Porém, enquanto estava ocupado nas operações deste cerco, seu sucessor, Lúcio Cornélio Cipião chegou de Roma e assumiu o comando das operações.
Ao retornar a Roma, seu pedido por um triunfo foi concedido por unanimidade, mas o seu esplendor foi muito diminuído por causa da ausência de seu exército, que ficou na Grécia. Além disto, Glabrião ordenou a construção do Templo da Piedade no Fórum Holitório para celebrar sua vitória em Termópilas. O templo foi inaugurado em 181 por seu filho Mânio Acílio Glabrião em 181 a.C., que depositou ali uma estátua equestre de seu pai, a primeira estátua dourada de Roma.

## Anos finais
Em 189 a.C., Glabrião se candidatou nas eleições, mas encontrou forte oposição, especialmente de Catão, o Velho, e ele foi ameaçado com acusações de que teria se apropriado de parte do butim da guerra. Glabrião retirou sua candidatura e a acusação jamais foi adiante. É provável que ele tenha sido o autor da Lex Acilia de intercalando, que permitia, a critério do pontificado, incluir ou omitir o mês intercalar num determinado ano. Parece pouco provável que ele tenha sido historiador, como defendem algumas fontes.
Glabrião introduziu em Roma a prática de recobrir de ouro as estátuas, um costume iniciado depois de sua vitória contra Antíoco.